# Плещіївка (колійний пост)
Плещіївка — колійний пост Лиманської дирекції Донецької залізниці на лінії Костянтинівка — Ясинувата між станціями Кривий Торець (6 км) та Костянтинівка (8 км).
Розташований в однойменному селі Краматорського району Донецької області.

## Історія
10 квітня 2007 року роз'їзд Плещіївка перекваліфіковано на станцію.
2011 року, за даними газети «Магістраль», станцію Плещіївка було перепрофільовано у зупинний пункт.
Станом на 2017 рік є колійним постом.